# كارلوس بينتو
كارلوس بينتو (بالبرتغالية: José Carlos Alves Ferreira Pinto‏) هو لاعب كرة قدم برتغالي، ولد في 2 مارس 1973 في باكوس دي فيريرا في البرتغال. لعب مع نادي فييرينسي.

## وصلات خارجية
- كارلوس بينتو على موقع قاعدة بيانات كرة القدم.إي يو (الإنجليزية)
- كارلوس بينتو على موقع Soccerway.com (الإنجليزية)
- كارلوس بينتو على موقع عالم كرة القدم.نت (الإنجليزية)